# Vive la sociale!
Vive la sociale ! je francouzský hraný film z roku 1983, který režíroval Gérard Mordillat. Snímek měl světovou premiéru 5. října 1983.

## Děj
Maurice Decques žije v Paříži. Narodil se otci komunistovi a matce anarchistce. Od dětství žije ve čtvrti Ménilmontant a bydlí zde se svými rodiči i po svatbě s maďarskou violoncellistkou, která vzhledem ke svému původu rozhodně není příliš nadšená  komunistickými myšlenkami.

## Obsazení
| François Cluzet      | Maurice Decques   |
| Robin Renucci        | Pater             |
| Élizabeth Bourgine   | Genichka          |
| Jean-Yves Dubois     | Vantrou           |
| Yves Robert          | Jojo, otec        |
| Judith Magre         | matka             |
| Jean-Pierre Cassel   | kamelot           |
| Maurice Baquet       | pan Jo            |
| Claude Duneton       | zdravotní sestra  |
| Henri Génès          | pan Armand        |
| Jean-Pierre Malignon | Hélas             |
| Christophe Odent     | Jojo, syn         |
| Nicolas Philibert    | Francis           |
| Jacques Rispal       | ředitel sanatoria |
| Micheline Luccioni   | paní Armand       |
| Alain Bombard        | sám sebe          |
| Ariane Ascarideová   | Marie-Thé         |
| Emmanuelle Debever   | Gisèle            |
| Camille Grandville   | Martine           |
| Pascal Pistacio      | Valentin          |